# Узбекистанский район
Узбекистанский район (тума́н; узб. Oʻzbekiston tumani / Ўзбекистон тумани) — район в Ферганской области Узбекистана. Административный центр — город Яйпан.

## История
Был образован в 1926 году под названием Кагановичский район. В 1938 году вошёл в состав Ферганской области. 13 февраля 1943 года 8 сельсоветов Кагановичского района были переданы в новый Горский район. В 1957 году был переименован в Узбекистанский район. 14 декабря 1959 года к Узбекистанскому району была присоединена часть территории упразднённого Горского района. В 1963 году упразднён, но уже через несколько месяцев восстановлен.

## Административно-территориальное деление
По состоянию на 1 января 2011 года, в состав района входят:
Город
1. Яйпан.

29 городских посёлков:
1. Авгон,
2. Айимча Какир,
3. Акмачит,
4. Ахта-Тагаб,
5. Дастурхончи,
6. Дахана-Какир,
7. Дашт-Чолпон,
8. Ислам,
9. Катта-Тагаб,
10. Кизил-Какир,
11. Кичик-Тагаб,
12. Кораёзбобо,
13. Кудаш,
14. Кулибек,
15. Кул Элаш,
16. Кумбосди,
17. Курганча,
18. Кушкунак,
19. Мингтут,
20. Нурсух,
21. Овчи,
22. Ражабгарди,
23. Сардоба,
24. Укчи-Дашт,
25. Укчи-Ражабгарди,
26. Хотамтой,
27. Худоёрхон,
28. Шорсу,
29. Юкори Тулаш,
30. Яккатут.

11 сельских сходов граждан:
1. Ахунбабаев,
2. Ганиабад,
3. Кайнар,
4. Кизил-Какир,
5. Конизар,
6. Мингтут,
7. Нурсух,
8. Овчи,
9. Ражабгарди,
10. Тагоб,
11. Шорсу.